# 東京港醸造
東京港醸造（とうきょうみなと じょうぞう）は、株式会社若松が営む東京都港区芝にある酒類製造会社。

## 特色
祖業の日本酒造りを、東京都心では約100年ぶりに再開。2018年3月時点では東京都区部唯一の酒蔵である。
酒蔵は鉄筋コンクリート造の4階建てビルを改装しており、温度管理で通年の四季醸造を行っている。仕込みは東京都水道局の水道水を使っている。その理由として同社杜氏は、以下の理由を挙げている。
- 荒川や利根川水系の水道水は日本酒造りに適した中軟水で、日本酒名産地である京都・伏見の地下水に水質が近い。
- 酒質を損なう鉄分やマンガンがほとんど含まれない。
- 湧き水に比べ衛生面で安全であり、水道水の消毒に使われる塩素は発酵過程で抜ける。

## 沿革
1812年（文化9年）、 信濃国飯田（現・長野県飯田市）出身の林金三郎は上京し、江戸の芝で造り酒屋を開業した。1844年（弘化元年）、天保の改革の失敗の影響を受け、若松屋は杜氏の斉藤重三郎に託された。その後、斉藤重三郎の息子に受継がれ、薩摩藩の出入商人となり繁栄を遂げた。
1909年（明治42年）、酒税を戦費としていたとする日清日露戦争の影響により経営が傾き、酒造業を廃業し、食堂を経営。太平洋戦争後はファッション雑貨業を経営した。
2005年（平成17年）、七代目・斉藤俊一により酒造業としての若松屋を再興。2008年（平成20年）、税務署に酒造免許を申請、2010年（平成22年）、酒造免許を取得。2011年（平成23年）、運営を若松屋とする、酒造「東京港醸造」を開業。2016年（平成28年）、清酒製造免許を取得。現在、「江戸開城」ブランドの日本酒を醸造販売する酒造メーカーである。

## 年表
- 1809年（文化6年） - 信濃飯田藩の御用商人であった林新作は、紙問屋若松屋を設立するが、地元での軋轢により、若松屋は江戸に居を移す。
- 1812年（文化9年） - 次男の林金三郎は、酒造りに通じた斉藤重三郎と、飯田藩主堀家の下屋敷のある芝で造り酒屋を開業。芝には薩摩藩の上屋敷や蔵屋敷、芝浜の魚市場などが立ち並んで活気があり、若松屋も栄えた。
- 1844年（弘化元年） - 天保の改革失敗に伴う政争により、金座を管理していた後藤家に婿養子に出ていた、林金三郎の実弟後藤三右衛門が処刑され、若松屋にも大きな衝撃を与えた。林金三郎は、斉藤重三郎に若松屋を任せ、紀州家の薦めで、深川油壺にあった紀州屋敷の蔵元に転じた。以降、若松屋は斉藤家によって営業が続けられた。
- 1860年（万延元年） - 林金三郎没。
- 1862年（万延3年） - 信濃から斉藤重三郎の息子茂七が上京、若松屋二代目となる。薩摩藩の出入商人として、芋焼酎や濁り酒を製造し納めた。当時の若松屋は間口二十三間の屋敷で、西郷隆盛も寝泊りした。その他、奥座敷を利用したのは勝海舟、山岡鉄舟、高橋泥舟、坂本龍馬などの面々が伝えられ、飲み代がわりに書を残した。
- 1879年（明治12年） - 二代目・斉藤茂七没。
- 1884年（明治17年） - 三代目・斉藤茂吉没、茂吉の妻・しも（幕末の大奥で働いた）が若松屋を継承。四代目・茂吉は「東京市酒造組合」を設立したが道楽者だったので、しもに若松屋の経営が任された。
- 1908年（明治41年） - しも61歳で他界。
- 1909年（明治42年） - 四代目・斉藤茂吉没。若松屋は娘のツル1人となる。酒税を戦費していたとする日清戦争や日露戦争で経営が傾き、酒造業を廃業。飯田市（当時は長野県下伊那郡龍江村）より婿養子を迎え入れ食堂を経営。戦後も雑貨業の経営を続けた。
- 2005年（平成17年） - 七代目・斉藤俊一、杜氏・寺沢善実と酒造業としての若松屋を再興[3][4]。
- 2008年（平成10年） - 税務署酒税課に酒造免許を申請。
- 2010年（平成22年）7月 - 酒造免許を取得、杜氏は寺沢善実（京都の大手酒造会社の醸造所で働いていた）。
- 2011年（平成23年）10月8日 - 酒造「東京港醸造」がグランドオープン、運営は株式会社 若松（旧：若松屋）[5]。
- 2016年（平成28年）7月1日 - 清酒製造免許取得　同年8月19日東京港醸造初の清酒である「純米吟醸原酒 江戸開城」発売[6]。

## 営業情報

### 直営店
- 定休日 - 日曜日、祝日
- 営業時間 - 平日：午前11時-午後7時 土：午前11時-午後5時

### 東京港醸造テイスティングカー
- 蔵に駐車しているキッチンカーを利用した角打ち
- 営業日時 - 平日：午後6時-9時（雨天休業）

　　　　　　　土曜：午後1時-7時（雨天休業）

## 受賞歴
東京国税局酒類鑑評会
- 平成29年 - 「江戸開城」清酒純米燗酒部門優等賞受賞[7]

### 交通アクセス
鉄道
- JR京浜東北線、山手線 - 田町駅より徒歩10分
- 都営地下鉄三田線、浅草線 - 三田駅より徒歩10分

## ギャラリー

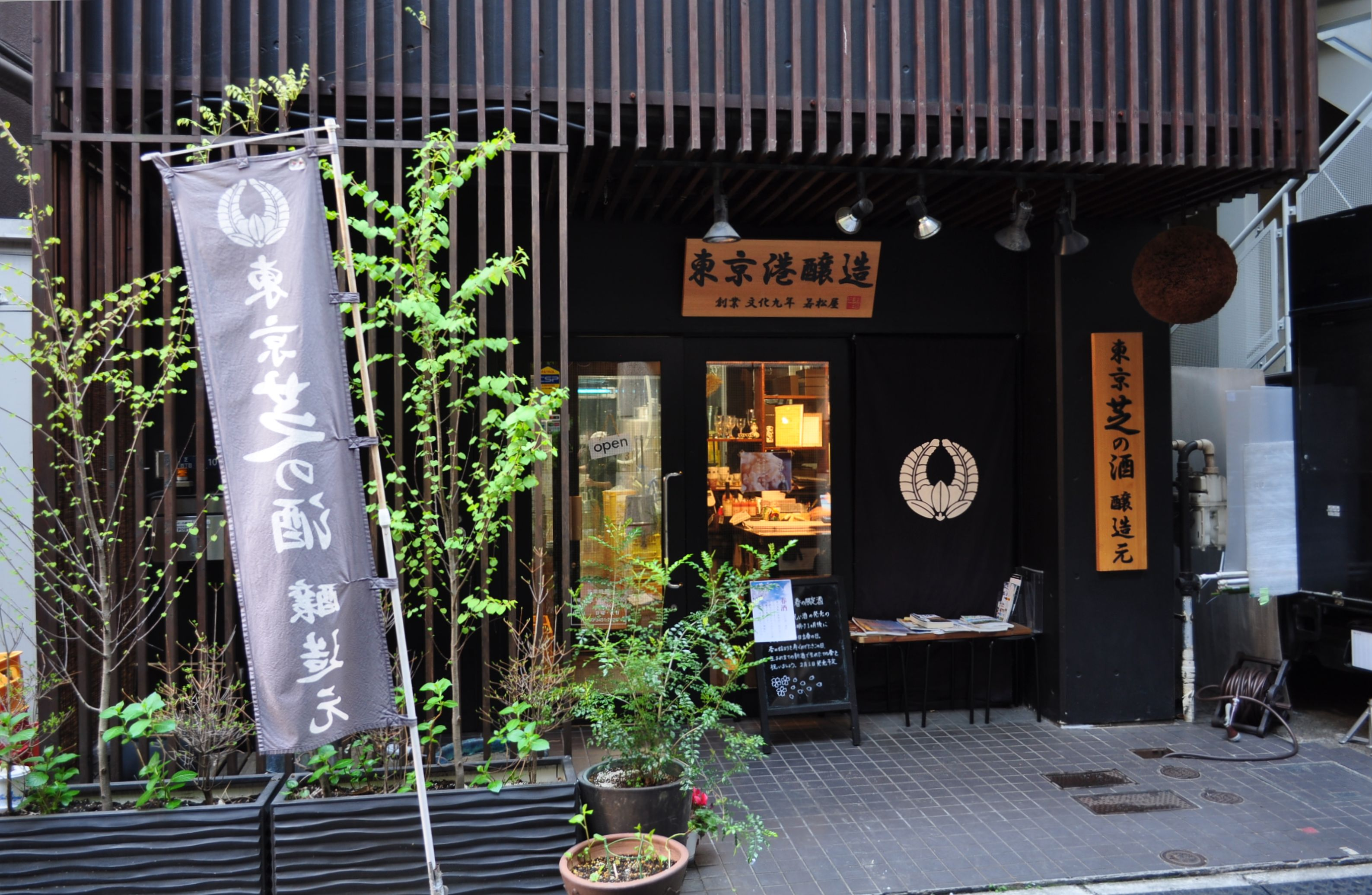
入口（2018年3月30日撮影）
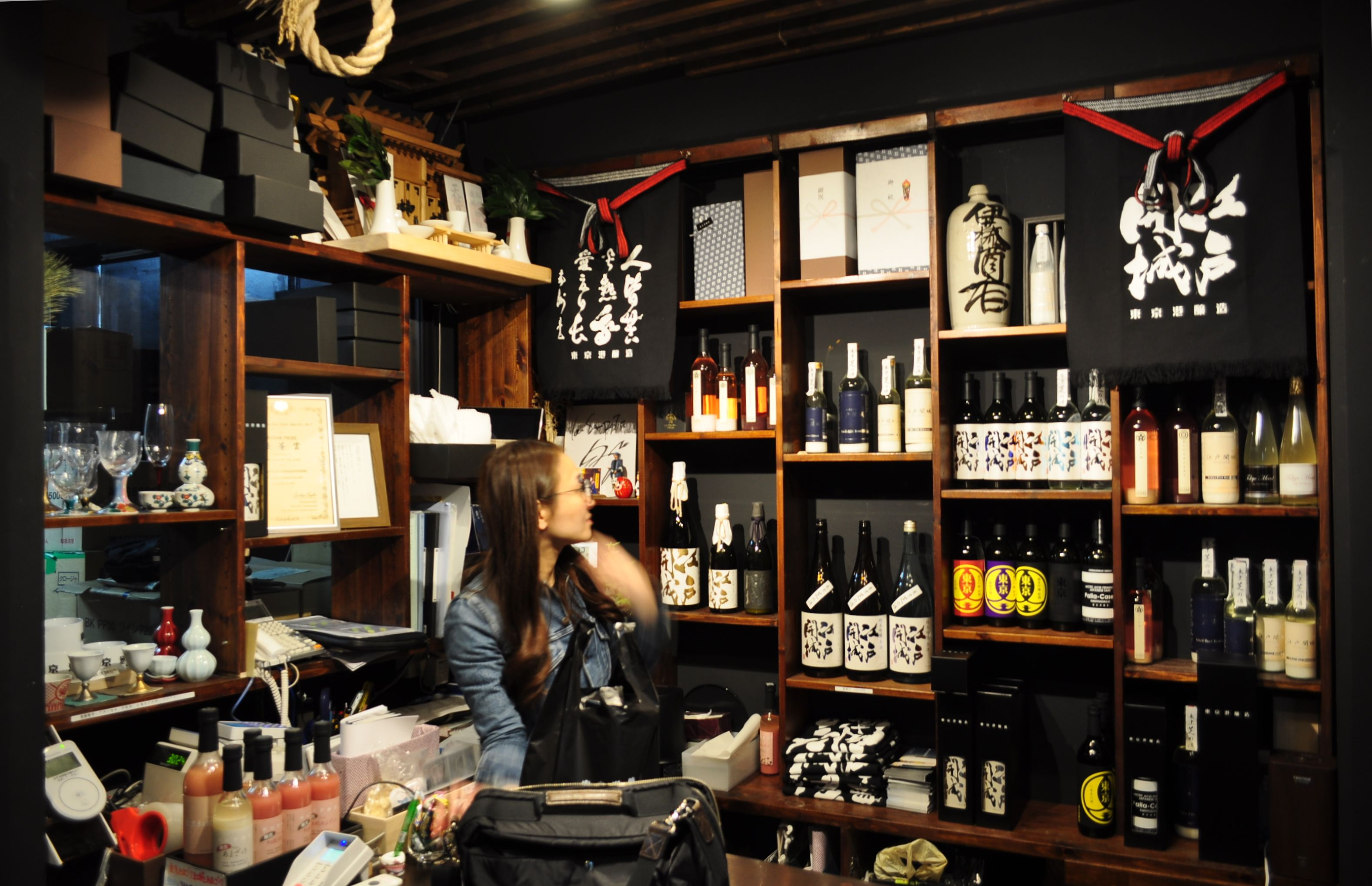
売店（2018年3月30日撮影）
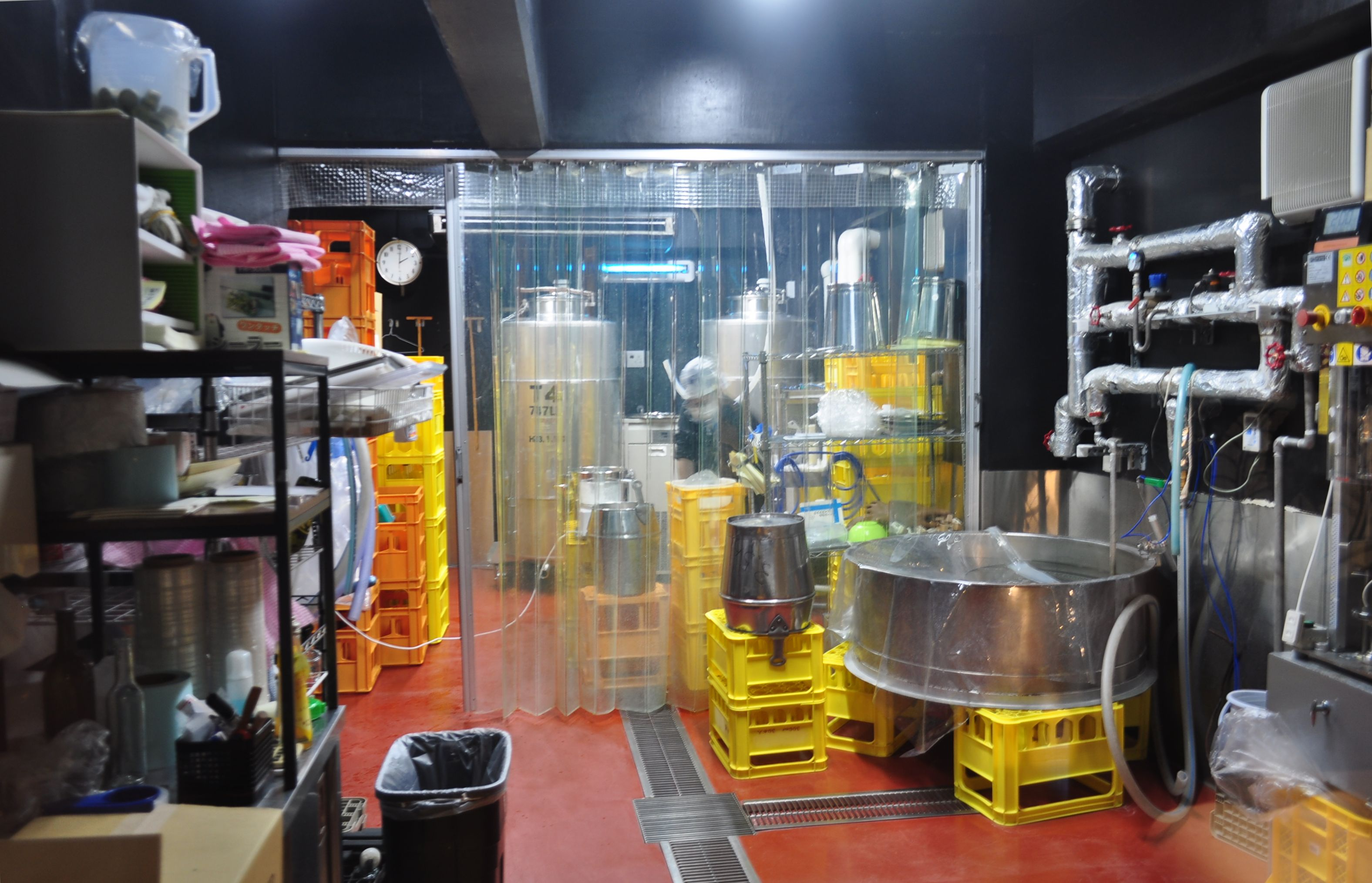
作業室（2018年3月30日撮影）
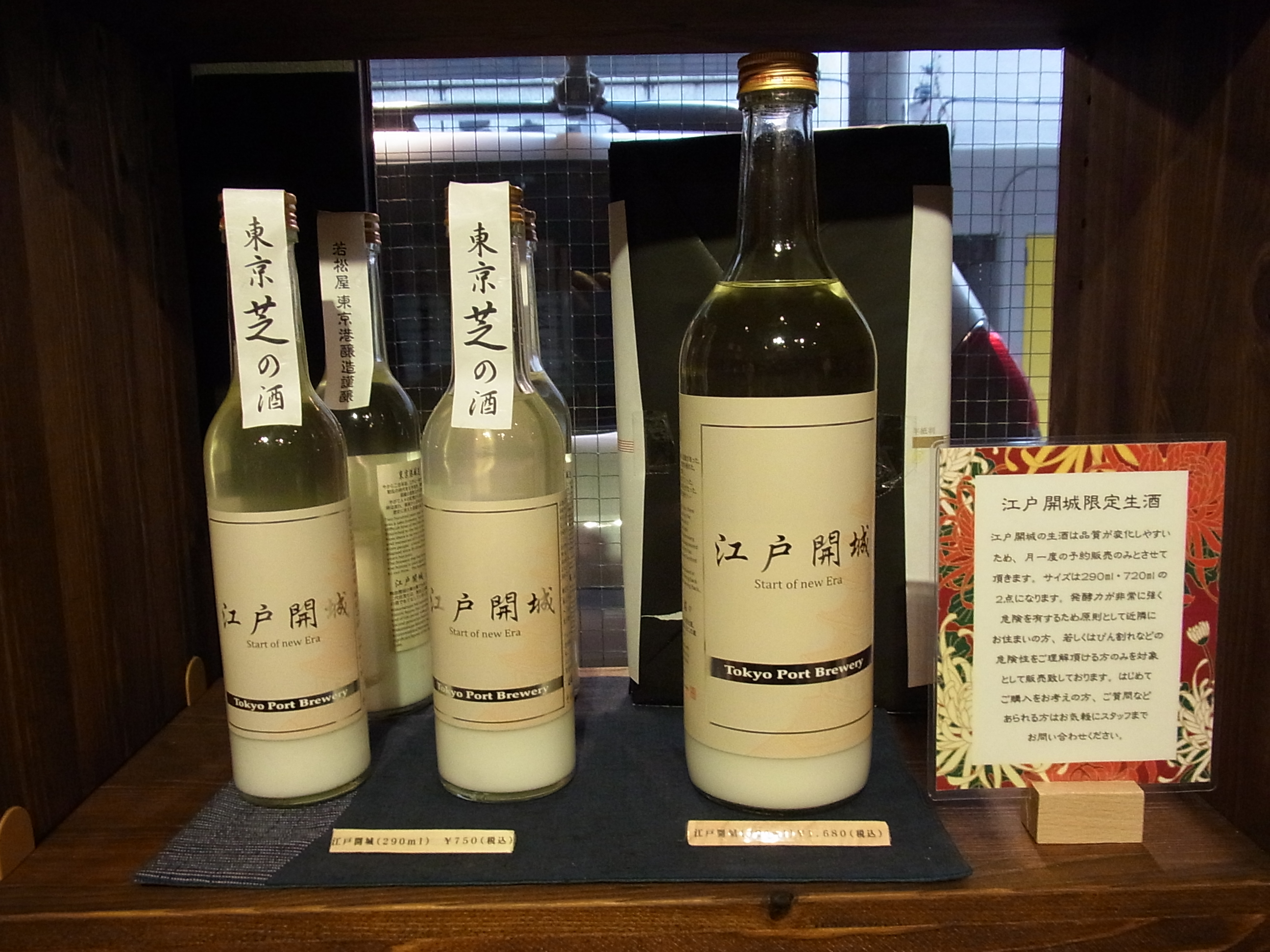
江戸開城 どぶろく（2012年2月15日撮影）
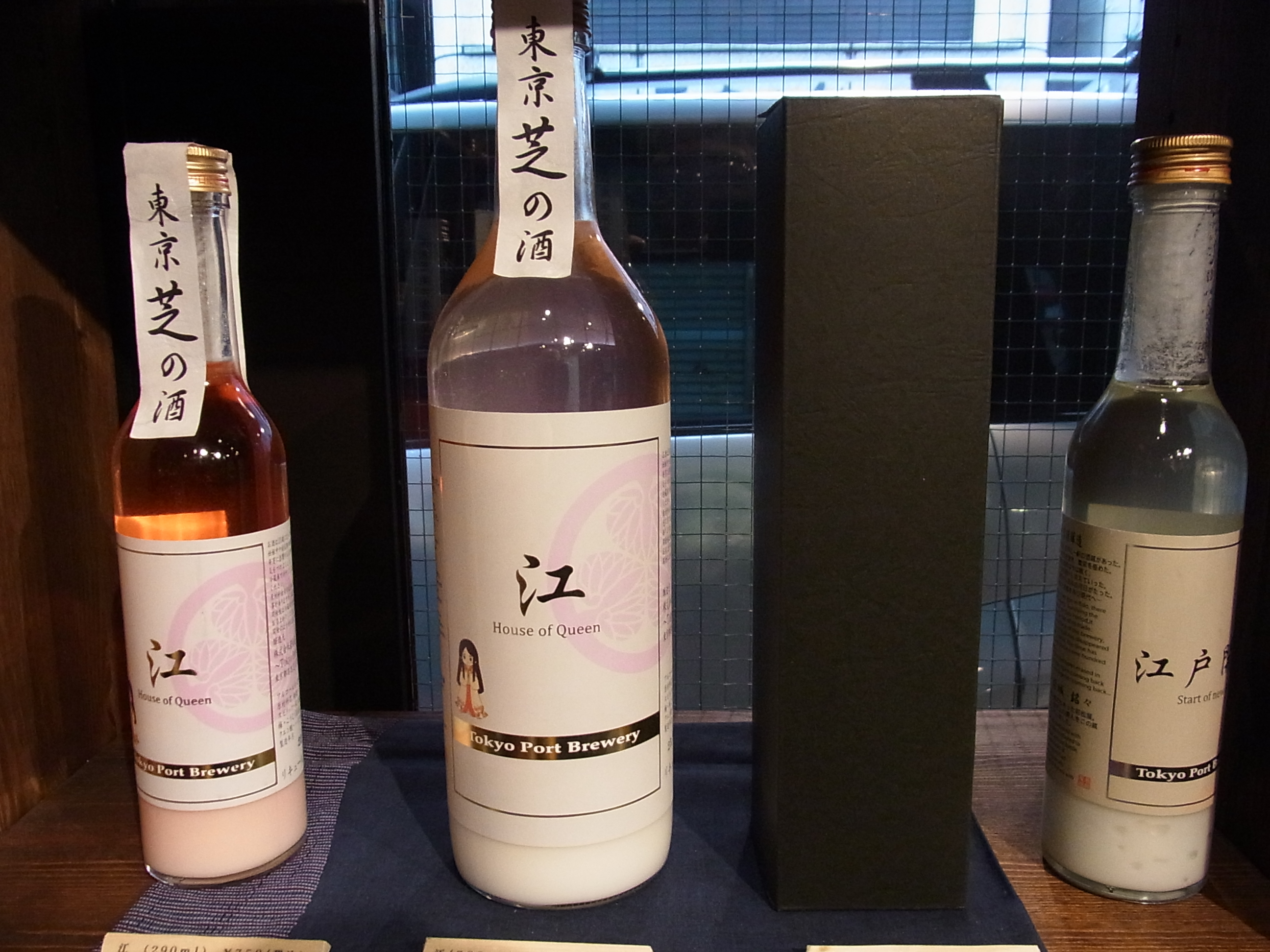
江 梅リキュール（2012年2月15日撮影）
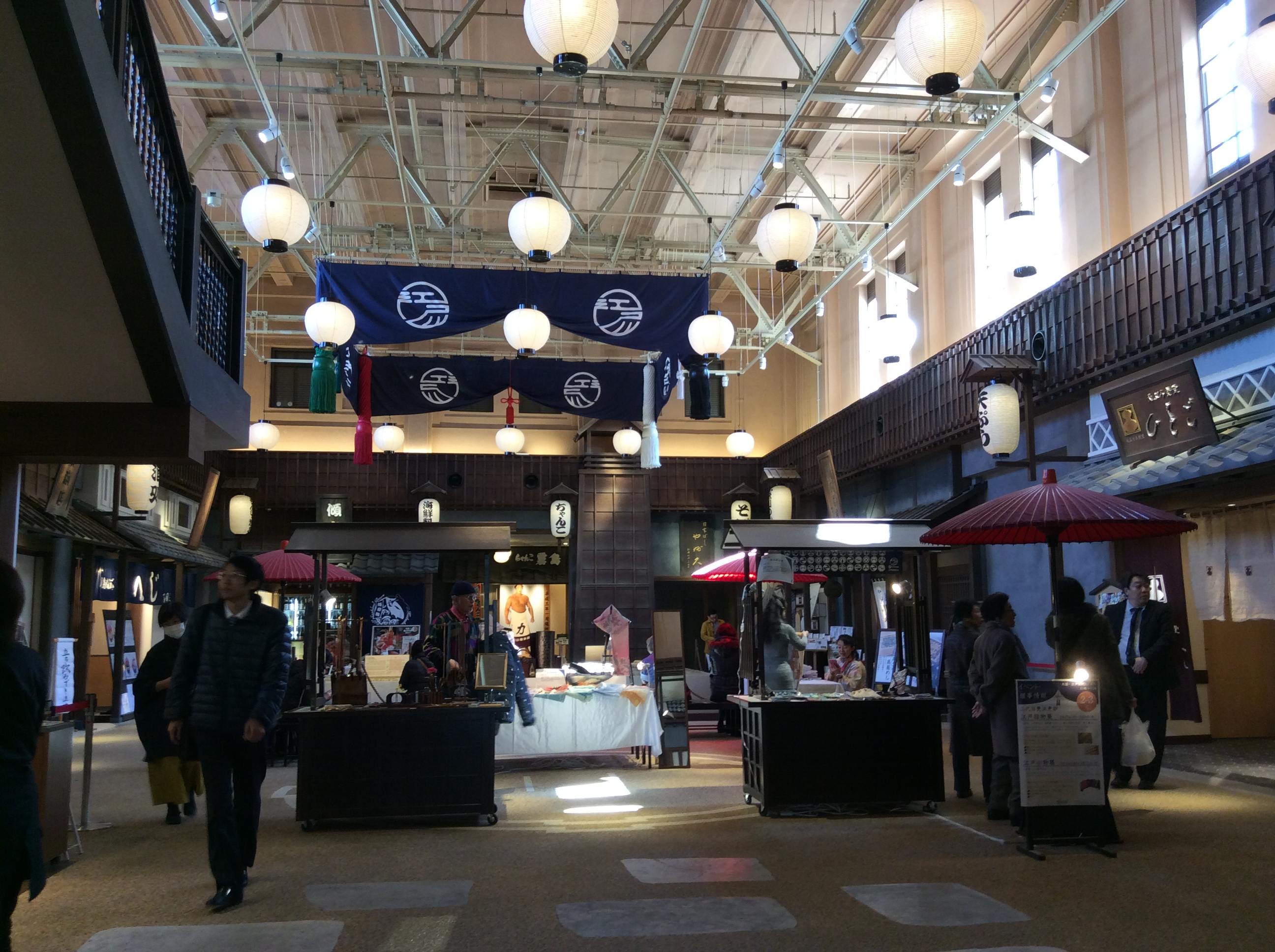
「江戸 NOREN」 の1階（2017年3月3日撮影）